# Keith Hunter Jesperson

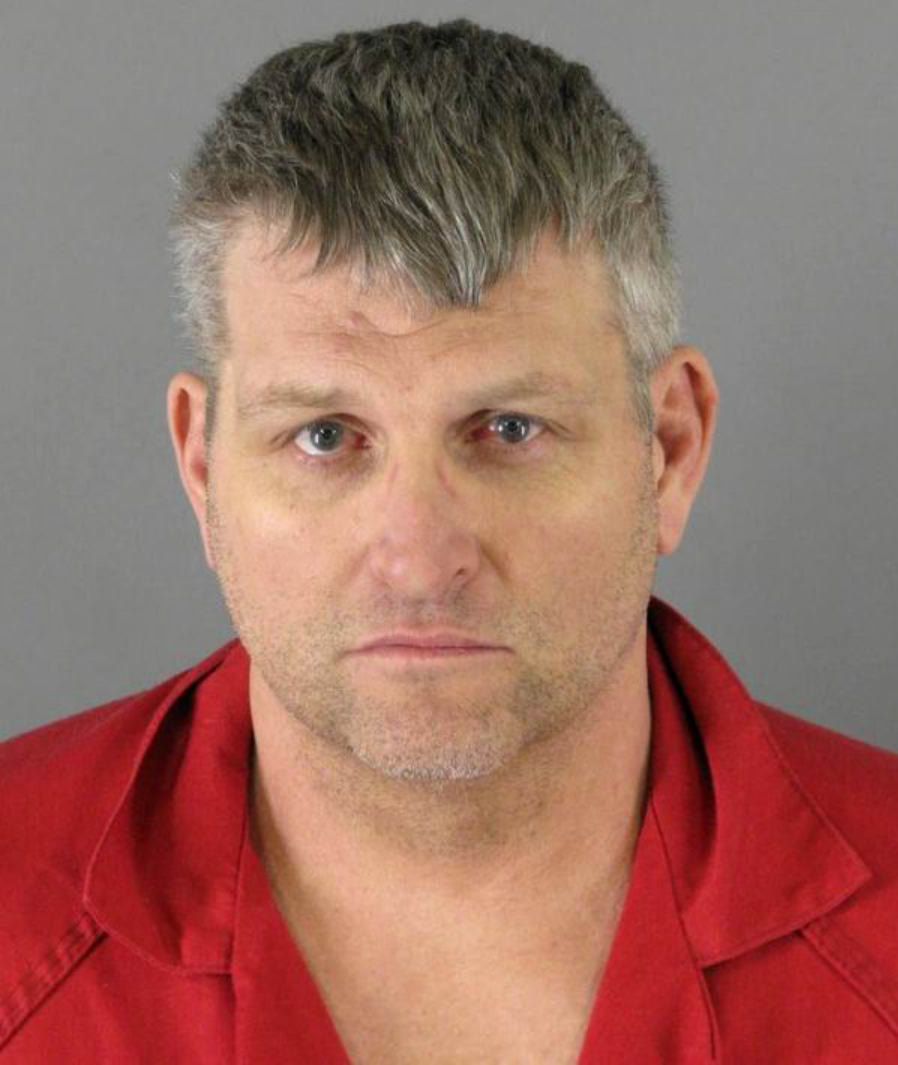
Keith Hunter Jesperson

Keith Hunter Jesperson (* 6. April 1955 in Chilliwack, Kanada) ist ein kanadisch-amerikanischer Serienmörder, der zu Beginn der 1990er Jahre mindestens acht Frauen in den Vereinigten Staaten ermordete. Er wurde bekannt als der „Happy Face Killer“, weil er seine Briefe an die Medien und Staatsanwälte mit Smileys verzierte und unterzeichnete.

## Der Kriminalfall
Seine Opfer waren zumeist Sexarbeiterinnen und obdachlose Frauen, die nicht in Verbindung mit ihm standen. Sein letztes Opfer war seine Freundin Julie Winningham. Nachdem ihre Leiche gefunden worden war, wurde er von der Polizei verhört. Kurz danach verübte er einen Suizidversuch und gestand die Tat und mehrere weitere.
Jesperson behauptete, insgesamt 166 Morde begangen zu haben, wofür es jedoch außer bei den aufgeklärten acht Morden keinen Anhaltspunkt gibt. Er verbüßt eine lebenslange Haftstrafe ohne Möglichkeit der Bewährung in der Strafanstalt Oregon State Penitentiary.

## Rezeption
- Happy Face Killer, Fernsehfilm (USA, Kanada, 2014)[3]
- Der Happy Face-Killer (Orig.: Put On A Happy Face), Dokumentation in der Reihe Evil – Gesichter des Bösen (USA, 2016)[4]
- Wahre Lügen: Der Happy Face Killer (Orig.: True Lies: The Happy Face Killer), Dokumentation in der Reihe Catching Killers (USA, 2021)[5]
- Happy Face, Fernsehserie (USA, 2025)[6]